# Chūai Tennō
Chūai Tennō (仲哀天皇?), decimocuarto emperador del Japón según el orden tradicional de sucesión.
No existen datos claros acerca de este emperador y es conocido por los historiadores como un "emperador legendario". Pero esto no implica necesariamente que esta persona no haya existido, solo porque hay pocas referencias de este. Sin embargo en el Kojiki es mencionado como el padre del Emperador Ojin (quien es generalmente aceptado como un personaje real), por ende puede ser probablemente una figura histórica.
Según el Kojiki y el Nihonshoki, fue hijo del príncipe Yamatotakeru, por lo tanto fue un nieto de Keikō Tennō. Su esposa fue la Emperatriz Consorte Jingū.
Según la tradición japonesa, Jingū fue posesionada por dioses desconocidos. Los dioses le prometieron una rica tierra más allá de los mares. El emperador Chūai fue al mar pero no vio nada. Posteriormente se quejó ante los dioses y estos se enfurecieron y declararon que iba a morir pronto y que jamás recibiría la tierra prometida, pero que su futuro hijo lo haría. La profecía se cumplió y Chūai murió poco después y su viuda  Jingū conquistó la tierra prometida, que es la actual Corea.